# Konyaspor
Maillots
Actualités
Le Konyaspor Kulübü est un club de football turc basé à Konya et fondé en 1922 sous le nom de Konya Gençlerbirliği. Le club évolue en SüperLig pour la saison 2024-2025.
Les tribunes se trouvant loin derrière les cages (50 mètres), les autorités ont décidé de construire un nouveau stade d’une capacité de 42 981 places. Celui-ci aura une forme de ballon de football aux couleurs du club soit blanc et vert.

## Historique
- 1922 : fondation du club

## Bilan sportif

### Palmarès
- Coupe de Turquie
  - Vainqueur : 2017

- Supercoupe de Turquie
  - Vainqueur : 2017

### Parcours en championnat
- Championnat de Turquie : 1988-1993, 2003-2009, 2010-2011, 2013-
- Championnat de Turquie D2 : 1965-1969, 1971-1979, 1980-1988, 1993-2003, 2009-2010, 2011-2013
- Championnat de Turquie D3 : 1969-1971, 1979-1980

### Bilan européen
Note : dans les résultats ci-dessous, le score du club est toujours donné en premier
| Saison    | Compétition             | Tour             | Club                   | Domicile | Extérieur | Total     |
| --------- | ----------------------- | ---------------- | ---------------------- | -------- | --------- | --------- |
| 2016-2017 | Ligue Europa            | Groupe H         | Chakhtar Donetsk       | 0 - 1    | 0 - 4     | Quatrième |
| 2016-2017 | Ligue Europa            | Groupe H         | Sporting Braga         | 1 - 1    | 1 - 3     | Quatrième |
| 2016-2017 | Ligue Europa            | Groupe H         | KAA La Gantoise        | 0 - 1    | 0 - 2     | Quatrième |
| 2017-2018 | Ligue Europa            | Groupe I         | Olympique de Marseille | 1 - 1    | 0 - 1     | Troisième |
| 2017-2018 | Ligue Europa            | Groupe I         | Vitória Guimarães      | 2 - 1    | 1 - 1     | Troisième |
| 2017-2018 | Ligue Europa            | Groupe I         | Red Bull Salzbourg     | 0 - 2    | 0 - 0     | Troisième |
| 2022-2023 | Ligue Europa Conférence | Deuxième tour Q  | BATE Borisov           | 2- 0     | 3 - 0     | 5 - 0     |
| 2022-2023 | Ligue Europa Conférence | Troisième tour Q | FC Vaduz               | 2 - 4    | 1 - 1     | 3 - 5     |

Légende
- Victoire ou qualification pour le tour suivant
- Match nul
- Défaite ou élimination de la compétition

## Sponsors
Le club a porté le nom de plusieurs sponsors au cours de son histoire :
| Années    | Fabricants de maillot | Sponsors du maillot                     |
| --------- | --------------------- | --------------------------------------- |
| 1998-04   |                       | Kombassan Holding                       |
| 2004-09   | Lotto                 | Turkcell                                |
| 2009-10   | Lotto                 | Bank Asya                               |
| 2010-12   | Lotto                 | Turkcell                                |
| 2012-2013 | Lotto                 | Torku                                   |
| 2013-16   | Hummel                | Torku                                   |
| 2016-2018 | Hummel                | Spor Toto Türk Hava Yolları             |
| 2018-19   | Nike                  | Spor Toto                               |
| 2019-21   | Lotto                 | Spor Toto                               |
| 2021-22   | Macron                | Atiker Mahmood Coffee Torku             |
| 2022-23   | New Balance           | Arabam.com Türk Hava Yolları Aksa Torku |
| 2023-24   | New Balance           | TÜMOSAN Aksa Torku                      |